# Fariborz Sahba

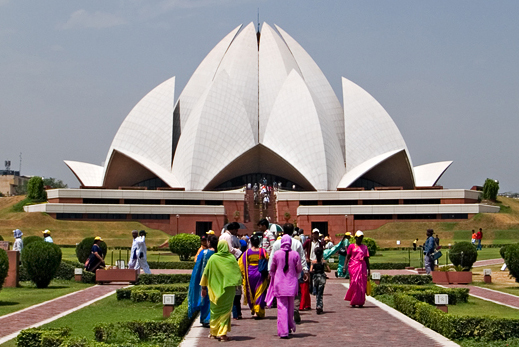
Bahá'í-templet i New Delhi i New Delhi, Indien designad av Sahba.

Fariborz Sahba (persiska:فريبرز صهبا), född 21 mars 1948 i Mashhad i Iran, är en iransk-kanadensisk arkitekt. Bland hans mest kända skapelser kan nämnas Universella Rättvisans Hus, bahá'í-trons administrativa centrum i Haifa i Israel och Bahá'í-templet i New Delhi (Tillbedjans hus) i Indien. 
Efter sin arkitektexamen i Teheran 1972 var han involverad i en rad projekt, bland annat iranska ambassaden i Peking, Kina, Mahsharahs nya stad i Iran, Pahlavis Kulturella Centrum i Sanandaj i Iran, Konsthögskolan i Sanandaj i Iran och Centre of Handicraft Production and Arts Workshops i Teheran, Iran. 1975 var han chef för det designteam som ritade Irans största kulturella centrum – Nagarestans Kulturcentrum i Marble Palace. Från 1976 och tio år framåt arbetade han med designen av Bahá'í-templet. Detta projekt, som även kallas Bahapurs Lotus har beskrivits av den kanadensiske arkitekten Arthur Erickson som "en av de mest häpnadsväckande landvinningarna i vår tid, som bevisar att andens visioner och drivkrafter kan åstadkomma mirakel".  Med över 4 miljoner besökare varje år är Bahapurs Lotus ett av de största besöksmålen i världen.  År 1987 designade Sahba de 18 monumentala trädgårdsterrasserna som leder upp till Bábs gravhelgedom på berget Karmel i Haifa. Terrasserna blev prisbelönade av Haifa stad och från Rådet för ett Vackert Israel. Sahba var dessutom projektledare för de övriga byggnader som utgör Bahá'ís världscentrum på berget Karmel.[källa behövs]